# Tamias quadrivittatus
Tamias quadrivittatus är en däggdjursart som först beskrevs av Thomas Say 1823.  Tamias quadrivittatus ingår i släktet Tamias och familjen ekorrar. IUCN kategoriserar arten globalt som livskraftig. Inga underarter finns listade i Catalogue of Life.

## Utseende
Arten blir ungefär 12 cm lång (utan svans) och den väger cirka 55 till 70 g. Pälsens grundfärg är orange. På undersidan kan det finnas gråa eller vita nyanser och sidorna kan vara lite brunaktig. På ryggens mitt förekommer tre svarta linjer med gulorange kanter. Bredvid de yttersta kanterna finns en otydlig brun strimma. På huvudet är pälsen mera kanelfärgad. Svansen har en svart spets. Hanens penisben (baculum) är större än hos liknande arter som Tamias rufus.

## Utbredning och habitat
Denna jordekorre förekommer i Colorado (USA) och i angränsande regioner av Utah, Arizona och New Mexico. Arten vistas i bergstrakter mellan 1380 och 3360 meter över havet. Tamias quadrivittatus lever bland annat i klippiga områden med några barrträd eller buskar. Den kan även hittas vid skogskanter eller gläntor. Typiska växter i utbredningsområdet är Pinus edulis, arter av ensläktet och småväxta arter av eksläktet.

## Ekologi
Arten är främst aktiv på morgonen och på senare eftermiddagen. Den går på marken och den har bra förmåga att klättra i växtligheten. Viloplatsen är en hålighet i träd, ett utrymme under trädrötter eller ett liknande gömställe. Under den kalla årstiden stannar denna jordekorre i boet och håller vinterdvala. Vanligen överlever bara 33 procent av hela beståndet fram till våren. Tamias quadrivittatus äter främst frön, frukter och bär som kompletteras med insekter, ägg och as. Före vintern skapar arten ett förråd i boet.
Hanar och honor bildar monogama par som håller hela fortplantningstiden. Parningen sker i Colorado mellan april och maj och i södra New Mexiko mellan februari och juli. Honan är cirka 30 dagar dräktig och föder 2 till 6 ungar per kull. Ungarna diar sin mor 6 till 7 veckor. En enda kull per år är det vanliga men det hittades även dräktiga honor under sensommaren och därför antas att vissa honor har två kullar. Ungar blir könsmogna kort före den nästa parningstiden.
Arten jagas av amerikansk duvhök (Astur atricapillus) och av andra rovfåglar.

## Bildgalleri

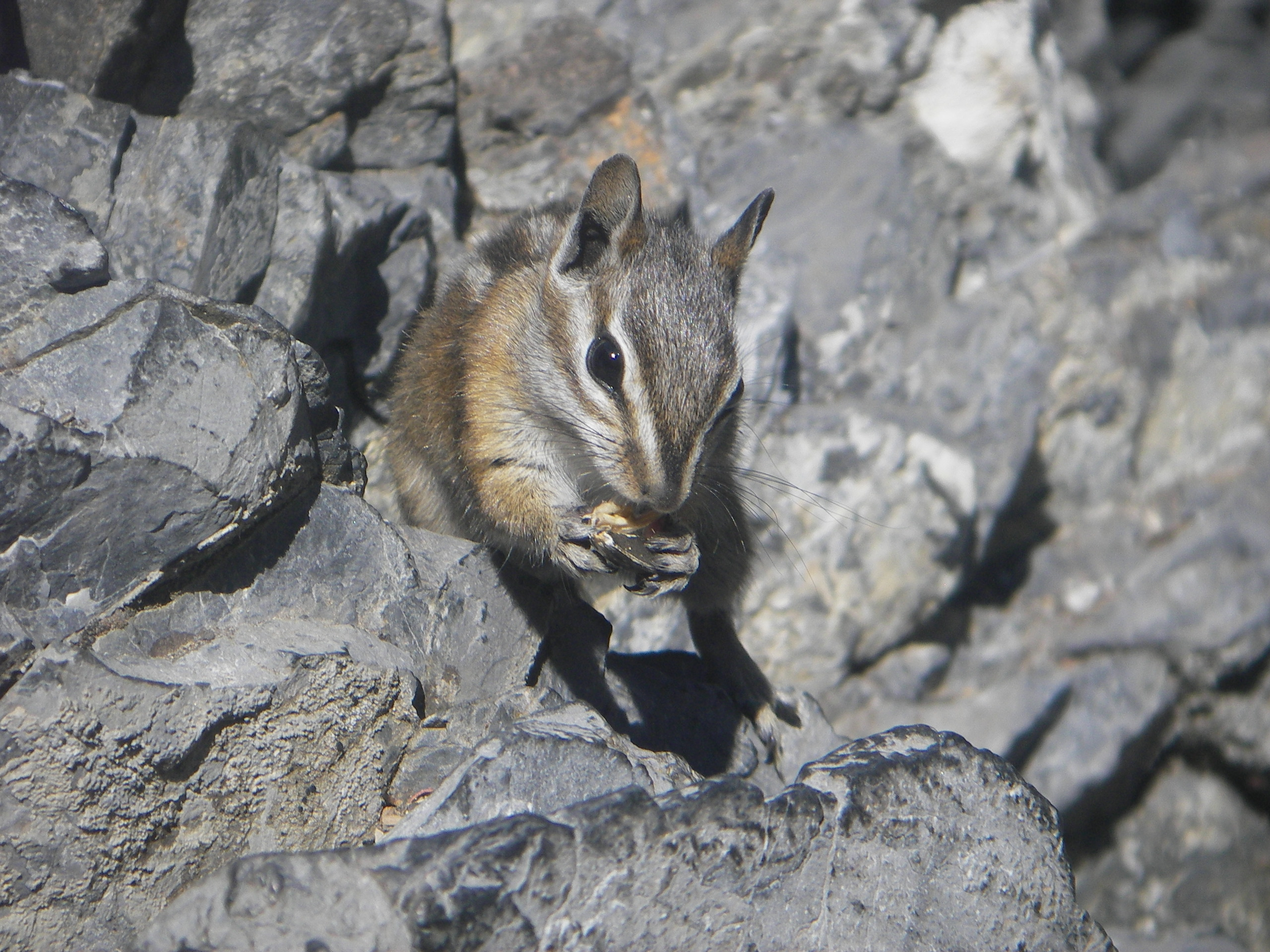